# Phone
Pon (en hangul, 폰) (conocida como Phone en Estados Unidos, Una llamada maldita en México y Llamada mortal en Argentina) es una película de terror coreano dirigida por Ahn Byeong-Ki protagonizada por Ha Ji Won y Kim Yu Mi. La película es una inquietante historia de amor y complejo que implica la posesión y fantasmas.

## Trama
Ji Won es una periodista quien decide cambiar el número de su teléfono celular después de que un comprometido artículo suyo se ha publicado, lo que provoca una cadena de llamadas amenazadoras. Tras cambiarlo, Yung Ju, la hija de su hermana, contesta una llamada; después de esto, Yung Ju comienza a comportarse de un modo extraño tras ser atemorizada por la llamada. Cuando Ji Won investiga a los antiguos propietarios de su nuevo número, un asombroso secreto será descubierto.

## Reparto
- Ha Ji Won como Ji Won, una joven periodista.
- Kim Yu-mi como Ho Jeong.
- Choi Woo Jae como Chang Hoon.
- Choi Ji Yeon como Jin Hee.
- Seo Eun Woo como Yeong Ju.
- Choi Jeong Yoon como Min Ja Young.

## Remake
Imprint Entertainment compró los derechos en 2009 para hacer una remake americana.